# Stefano D'Orazio
Stefano D'Orazio (Roma, 12 de septiembre de 1948 - Ibidem, 6 de noviembre de 2020) fue un baterista, letrista, cantante y director italiano.
Batería, voz y flauta transversal de la banda Pooh de 1971 a 2009, luego en 2015 y 2016, con motivo del reencuentro por el cincuentenario, fue autor de parte de la letra de las canciones del grupo, de la que posteriormente también se convirtió en gerente administrativo.

## Biografía

### Inicios
Comienza a tocar la batería, comprada de segunda mano, con Elvira Valdevit y desde los años de bachillerato con su primer grupo llamado The Kings, del nombre de la banda a la que compró la batería de inspiración beat. La banda cambió su nombre a The Sunshines poco después y comenzó a tocar en un club en las afueras de Roma, tocando solo piezas instrumentales de los Shadows, ya que no tenían los medios para conseguir un sistema de voz; con este grupo, además, Stefano debuta como letrista, escribiendo el texto de Ballano masculino.
Tras esta experiencia inicial, D'Orazio se las arregló, durante un breve período, como banda sonora del espectáculo underground para percusión y voz "Osram" de Carmelo Bene y Cosimo Cinieri, organizado en el club "Beat '72". Después se unió al grupo Italo y su complejo, más tarde rebautizado como I Naufraghi. Incluso esa experiencia duró poco y así se abrieron dos "Cantine Club" en Roma, salas en las que actuaban los grupos ingleses que regresaban de "Piper". 
Para financiarse y no pesar en el presupuesto familiar, D'Orazio apareció en varias películas en Cinecittà gracias a la intercesión del actor Marcello di Falco, como "Rita la hija americana", "Capriccio all'italiana", "El monstruo del domingo", "Bill el taciturno", "Django dispara primero", "Dos cruces en Danger Pass", "La pequeña Rita en el Lejano Oeste", "La era del malestar", "Hola ... hay cierta Giuliana para ti", "Tu cabeza por mil dólares".
Posteriormente, formó parte primero de Los planetas, luego del grupo Pataxo y los otros y finalmente de Il Punto, con quien colaboró en la banda sonora de la película Ettore lo fusto, de la que se extrajo una 45 rpm.

### Pooh
El 8 de septiembre de 1971 se incorporó a Pooh, tras la liberación de Valerio Negrini (que a partir de entonces sólo se ocupó de la escritura de la letra de las canciones). La banda ya conocía al baterista romano y pese a la desgana del productor Giancarlo Lucariello, lo dejó unirse; tras una semana de ensayos en el Vun Vun de Roma, a partir del siguiente 20 de septiembre debutó con una serie de encuentros nocturnos en Cerdeña. La primera canción interpretada como solista en conciertos en directo fue Tutto alle tre tre, heredada de su antecesor Negrini.
A partir de 1975 se incorporó a Valerio Negrini como letrista, firmando el texto de Eleonora mi madre, incluido en el LP Un poco de nuestra mejor época y, en el siguiente Quizás todavía poesía, firmó el texto de Peter jr. La primera experiencia como solista registrada la tiene en cambio con la canción de 1976 Fare, sfare, dire, guess, incluida en el álbum Poohlover (el primero producido después de la colaboración con Lucariello); en los discos anteriores no tenía partes solistas sino que cantaba en las partes corales, a menudo utilizando el falsete en la armonización a cuatro voces de las canciones. En este disco, además de escribir la letra de la canción antes mencionada, también escribe Storia di una lacrima.
Al año siguiente escribe la letra de Che ne fai di te, incluida en el disco Rotolando respirando, mientras que al año siguiente escribe la letra de las canciones Pronto, buongiorno es el despertador y La leggenda di Mautoa, ambas incluidas en el disco Boomerang; en 1979 escribe la letra de las canciones Rubiamo un'isola y So you would like to, para el disco Viva, luego en el siguiente disco Stop escribe la letra de Numero Uno y Aria di mezzanotte.
A partir de 1981, con Buona fortuna, que compuso para el disco homónimo junto a Let it be, propone a los demás miembros del Pooh cantar al menos una pieza con cuatro voces alternas en cada disco; de esta forma se interrumpe el uso consolidado de dejar las partes vocales solistas al dúo Facchinetti-Battaglia; en consecuencia, al año siguiente le tocó el turno a Anni senza fiato, cara b del sencillo del mismo nombre. D'Orazio también se ocupa de parte del área de gestión de Pooh, y en 1983 fundó el sello First. Ese mismo año toca, siempre con los otros tres, la pieza Tropico del nord, que compuso junto a Lettera da Berlino Est, contenida en el disco del mismo nombre; También el mismo año interpreta el cover Happy Christmas (War is Over), siempre con los otros tres.
En 1984 interpreta La mia donna e Il giorno prima, ambos incluidos en el álbum Aloha y ambos cantados a cuatro voces alternas; también para el mismo disco escribe las letras de Stella del sud y Canzone per Lilli. En 1985 escribió e interpretó la canción If there is a place in your heart, incluida en el álbum Asia non Asia, que seguirá siendo a lo largo de los años la canción más significativa de este disco y que se vuelve a proponer regularmente en directo: es la primera canción de Pooh, entre los grabados en estudio, interpretados íntegramente por Stefano. Esta pieza también fue utilizada como tema musical de Il trial del monday; además, en ese mismo disco interpreta Per noi che partiamo, del que también escribe la letra, y Per chi merita di più, ambos cantados a cuatro voces alternas.
Al año siguiente, en el disco de veinte años, Giorni infiniti, escribió la letra de Amore e dintorni y Goodbye, una canción que Pooh interpreta en cuatro voces alternas; al final del año se edita la canción Quizás Navidad, interpretada a cuatro voces alternas, de la que escribe el texto. En realidad, la canción se grabó en diciembre de 1985, en Sídney, durante la gira promocional de Asia non Asia, pero Pooh decidió mantenerla en secreto durante ocho meses.
En el disco de 1987 El color de los pensamientos, interpreta la canción Tu dov'eri, junto con las otras tres, y los versos de la canción Non sei lei (el estribillo lo canta Roby ), y escribe la letra de Io sto con te e Siamo. todavía de gira, mientras que en 1988, en el disco Oasi, interpreta la canción Io solo, con los otros tres, y también escribe e interpreta íntegramente y sin el apoyo de los coros la canción autobiográfica La niña de los ojos del sol; a partir de este disco, en cada trabajo posterior habrá al menos una canción interpretada íntegramente por él; además para este álbum escribe la letra de What you want it to be.
Dos años más tarde interpreta las canciones Only Men, Italian Women y Tu vivrai, con las otras tres, y toda la canción Giulia se casa (escrita por Negrini y Facchinetti), contenida en el álbum Men alone; además para el mismo álbum escribe la letra de Nápoles para nosotros y Non solo musica. Dos años después interpreta las canciones El cielo es azul sobre las nubes y en Italia, junto con los demás miembros, escribe el texto e interpreta (con música de Dodi Battaglia) 50 primaveras, dedicadas a las bodas de oro de sus padres (este también, como La niña de los ojos del sol lo interpreta sin el apoyo coral de los otros tres), contenido en el disco El cielo es azul sobre las nubes, para el que también escribe la letra de Stare senza te y La donna infinita.
En el siguiente disco, Musicadentro, editado en 1994, escribe e interpreta Cien años ya no está mal, también escribe la letra de Senza musica e senza parole y de E no tiene por qué ser Natale el que interpreta con los otros tres.
Al año siguiente se publicó la única canción en la historia del grupo escrita por los cuatro miembros: se trata del inédito Buonanotte ai pianatori, del que D'Orazio escribió el texto e interpretó junto a los demás: La canción está contenida en el homónimo en vivo. La canción fue grabada en 1987, en Zúrich, durante la gira promocional del álbum The Color of Thoughts, pero nunca se había lanzado hasta entonces.
En el disco de treinta años, Amici per semper, (1996), interpreta, junto con los otros tres, tanto la canción que da título al disco (Stefano toca las dos primeras líneas del pasaje del tercer verso al segundo estribillo) Ambos Necesitamos un poco de ayuda, escrita por él mismo. Preparando el disco, Stefano propone inicialmente, con la música de Roby, un texto titulado Quién sabe si hay un prado donde estás ahora, dedicado a la memoria de su padre, fallecido recientemente, y que obviamente debería haber interpretado; pero los otros integrantes prefieren no tratar el tema de la muerte, por eso, además de distorsionar por completo el texto, que se ha convertido en Always in love, never in love , interpreta otra canción, Le donne sono diremi (escrita por Valerio Negrini y Roby Facchinetti); también para el mismo disco escribe la letra de las canciones La donna del mioamico y Cercando di te .
En 1997 escribió la letra e interpretó la canción Brava la vita, contenida en la colección The Best of Pooh , junto con el resto de integrantes del grupo. En 1998, The Pooh lanzó un álbum en el que reorganizaron y reinterpretaron sus canciones originales, titulado A Minute Before Dawn, que fue el primer CD de la caja de celebración de Poohbook ; en este disco Stefano interpretó la canción La solita storia, originalmente interpretada por Negrini, y que estaba contenida en su disco debut Para aquellos como nosotros en 1966; al año siguiente Stefano interpreta las canciones Se balla solo y 20.000 leguas sobre los cielos (de las que también escribe el texto), junto con las otras tres y escribe e interpreta la canción pop-dance Dimmi di si, que sigue siendo la canción del álbum más exitoso A Happy Place ; también para el mismo disco escribe la letra de Mi misschi, cuando te pregunte por mí, te espero a ti ya Eravamo Ragazzi .
Al año siguiente tiene el honor de abrir el disco Cento di These Lives, con la canción Un grande amore (escrita por Valerio Negrini y Roby Facchinetti), también canción pop-dance, que en el texto y en la melodía es la continuación ideal de la anterior Dime que sí ; también interpreta la canción I Breathi del mondo, junto con los demás integrantes del grupo; También para el mismo disco escribe la letra de No me olvides, Quédate conmigo, mañana me casaría contigo, me gustaría más, Buena suerte y un buen viaje y La otra cara del amor .
En 2001 escribe la letra de la canción Y tú llegas, contenida en la colección Best of the Best . Luego escribe la mayor parte de la letra del musical Pinocho del grupo, en cuyo álbum conceptual interpreta las canciones Gatto & Volpe Sp A. (emparejado con Red ), Che tempo bui (emparejado con Dodi ), del cual también escribe la letra, y Galleggiando ; también escribe los textos de Vita, Il Paese dei Balocchi, Quiero irme y Un verdadero amigo .
Dos años después, en el disco Escucha, interpreta cuatro canciones: Capita cuando sucede, junto con las demás, y, por única vez en la discografía del grupo, interpreta dos canciones íntegramente: Olvidarte y Dónde están las otras tres, además interpretar los finales de los estribillos de La donna di cuori (canción cantada al unísono); para este disco, además de Capita cuando pasa, La mujer de corazones y Dónde están los otros tres, también escribe la letra de Vivi, Qué será de nosotros, Tú y yo y 335 - La posta del cuore.
Al año siguiente, en la colección La grande festa, escribe el texto e interpreta la canción Destini, con el resto de integrantes del grupo, mientras que en 2006 interpreta el estribillo final de la canción L'amore costa, una de las dos canciones inéditas incluidas en las dos Noi en vivo. con usted y Nosotros con usted - Versión completa, 2006 y 2007 respectivamente . Su última canción cantada íntegramente por él mismo se remonta al álbum " cover " Beat ReGeneration en 2008, en el que interpreta la canción A street boy (canción ya cantada por los Brogues, con el título I Ain't No Miracle Worker, posteriormente cantada por I Corvi ), la canción Gioco di bimba, con el resto de miembros del grupo.
El 30 de septiembre de 2009 D'Orazio deja Pooh, luego de una gira de 38 fechas que terminó en Milán y luego de una última canción inédita cantada a cuatro voces, Ancora una Notte Together, contenida en la colección homónima . En 2015 regresó al grupo con motivo de la conmemoración del cincuentenario, con motivo del cual escribió sus tres últimas letras para el grupo: Tante storia ago, Le cose cherei, Ancora un song, que son además las únicas canciones de toda la discografía del grupo. (si excluimos la canción I cinque tsacchiotti, grabada en 1966, pero excluida del disco Para los como nosotros ) interpretada en cinco voces alternas (ya que además de él, Riccardo Fogli también ha vuelto al grupo).

### Proyectos en solitario

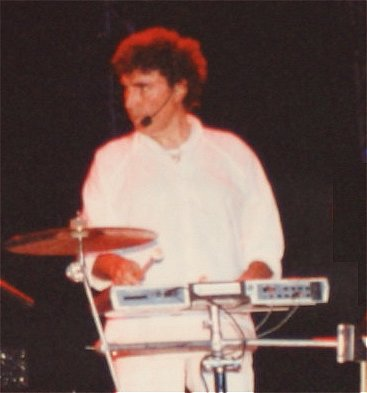
Stefano D'Orazio

En 1975 contratado por su ex productor Giancarlo Lucariello, es el autor de las 11 pistas del álbum debut de Alice, La mia poco grande eta. En 1977 junto con Dodi Battaglia, Roby Facchinetti y su antecesor Valerio Negrini dieron vida al grupo Mediterraneo System que grabó un solo sencillo. En 1978, nuevamente para Alice, firmó tres canciones para su segundo álbum Cosa resta ... un fiore. Con la fundación del sello First en 1983, comenzó a trabajar con proyectos paralelos a Pooh. Produce el primer LP en solitario de Roby Facchinetti, escribiendo también el texto de Din Din Din, interpretado por el propio Facchinetti junto a su hija Alessandra, de doce años. Posteriormente produjo los discos de Roberta Voltolini y Lena Biolcati, durante mucho tiempo su compañera. En 1986 escribió la letra de la canción Grande grande amore para Lena Biolcati, con quien ganó el Festival de San Remo en la sección Nuevas Propuestas. Tras el musical Pinocho de Pooh, colabora con Lena Biolcati tanto en la realización de los textos de los musicales de Manuel Frattini, como en la gestión de una escuela de música.
Tras la salida del Pooh decide dedicarse a escribir musicales. En febrero de 2010 anunció el lanzamiento de Aladin, un musical que escribió y para el que sus tres antiguos colegas (Roby Facchinetti, Dodi Battaglia, Red Canzian) componen la música; el espectáculo debutó el 7 de agosto en el Teatro La Versiliana de Pietrasanta y permanece en el escenario de los teatros de toda Italia, con más de 200 representaciones agotadas que merecen la entrada de oro como campeón de taquilla de la temporada 2010-2011. Del 27 de marzo al 29 de mayo de 2010 es juez en la tercera edición del programa Ti dejo una canción, presentado por Antonella Clerici. También en 2010 escribió la letra en italiano del musical Mamma Mia por encargo de ABBA; el espectáculo debuta en el Teatro Nacional de Milán y este también, como el anterior, permanece en escena durante dos años entre Milán y Roma.
En octubre de 2010, el musical Pinocho de Saverio Marconi, cuya letra D'Orazio escribió con Valerio Negrini, se representó en Broadway y luego en el Teatro Danny Kaye, después de 460 funciones en siete años de programación. Por su compromiso artístico y sus 40 años de carrera, en 2011 se le dedicó una estatua en el museo de cera de Roma. En diciembre de 2011 trabaja en W Zorro, con la música de Roby Facchinetti, que debuta en el Teatro Sistina de Roma y está de gira en la temporada de teatro 2012/2013. En noviembre de 2012 publicó el libro autobiográfico Confieso que he apedreado - Una vita da Pooh (Feltrinelli / Kowalsky).
En el verano de 2013 vuelve a unirse a Saverio Marconi, en este caso en la escritura del musical Cercasi Cenerentola, una reinterpretación moderna del famoso cuento escrito por los hermanos Grimm; el espectáculo cuenta con Paolo Ruffini y Manuel Frattini, la música compuesta por Stefano Cenci; el espectáculo debutó a principios de 2014 en el Teatro Brancaccio de Roma y estuvo de gira en la temporada de teatro 2014/2015.
En 2017 escribió la letra de las canciones Chasing my life y Arianna para el álbum Insieme, de Roby Facchinetti y Riccardo Fogli. En septiembre de 2018 publicó su segundo libro Nunca me casaré - Cómo organizar la boda perfecta sin tener ningún deseo de casarme (Baldini + Castoldi). En abril de 2019 retoma un proyecto, emprendido inmediatamente después de la Reunión: una obra entre rock y sinfónica, que reinterpreta la historia de Parsifal, para la que utiliza la música de Roby Facchinetti. Mientras tanto, escribe dos novelas y, con Stefano Cenci, escribe canciones para una obra de Maurizio Micheli.
Todos estos proyectos deberían haberse lanzado en 2020 pero, debido a la pandemia de COVID-19, se ve obligado a posponerlos todos para una fecha posterior. En marzo de 2020, escribe el texto del individuo Reborn renacido, Roby Facchinetti. La canción, arreglada por Danilo Ballo, estará disponible en plataformas digitales en unos días. Tanto SIAE como Sony Music donarán todos los derechos al hospital Papa Giovanni XXIII de Bérgamo. Esta canción fue incluida más tarde en el álbum en solitario de Roby, titulado Inseguendo la mia musica, para el que también escribe el texto del segundo sencillo Let me fly, lanzado en septiembre de 2020, y otras dos canciones: Invisibili y L ' última palabra.

### Vida privada
El 12 de septiembre de 2017, día de su sexagésimo noveno cumpleaños, se casó en ceremonia civil con su pareja Tiziana Giardoni, con quien convivía desde 2007. No tuvo hijos, pero creció y se consideró el padre de Silvia Di Stefano, hija de Lena Biolcati.El 9 de abril de 2025 un tribunal romano declara que Francesca Michelon es hija inequívoca de Stefano, fruto de la relación entre 1983 y 1984 con Oriana Bolleta, de la cual nunca quiso reconocer.
Murió la noche del 6 de noviembre de 2020, a la edad de 72 años, luego de una semana de hospitalización, golpeado por COVID-19.

## Discografía

### Álbumes
- Aladin - El musical (CD) (SDO Records, SDO 10.01) (2010)
- Mamma Mia - El musical (CD) (SDO) (2011)
- W Zorro - El musical (CD) (SDO / Babilonia Editions, Medina 001-12) (2012)
- Wanted Cinderella - El musical (CD) (SDO MUSIC) (2014)